# شيلي أودونيل
شيلي أودونيل (بالإنجليزية: Shelley O'Donnell)‏ هي لاعبة كرة الشبكة أسترالية، ولدت في 1 أبريل 1967.